# UFC 136
UFC 136:Edgar x Maynard III foi um evento de artes marciais mistas que aconteceu no dia 8 de Outubro de 2011, no Toyota Center em Houston.

## Resumo
O evento, realizado em 8 de outubro, em Houston, marcou o fim da série de três lutas entre os americanos Frankie Edgar e Gray Maynard pelo título dos pesos leves. O brasileiro, campeão dos pesos penas, José Aldo colocou seu cinturão em jogo contra o americano Kenny Florian. O evento também contou com a volta do polêmico Chael Sonnen enfrentando Brian Stann para definir o próximo adversário de Anderson Silva, o top contender dos pesos leves Melvin Guillard, a revanche entre Leonard Garcia e Korean Zombie, o duelo entre os brasileiros Demian Maia e Jorge Santiago, além do ex-campeão dos pesos leves do WEC Anthony Pettis.

## Declaração pós-luta
Após a sua luta,Chael Sonnen mais uma vez apontou suas armas para o campeão do UFC Anderson Silva,que estava presente na plateia e declarou:
"Anderson Silva, você é um idiota, no final de semana do SuperBowl a maior revanche da historia do UFC, eu estou te desafiando, Se eu ganhar de você, você deixa a categoria, se voce ganhar de mim, eu deixo o UFC para sempre".
Na conferência de imprensa pós UFC 136, Dana White declarou que a luta Sonnen-Silva no fim de semana do Super Bowl parece uma boa ideia e disse "As pessoas e o Anderson provavelmente vão querer essa luta".

## Resultados
^ a: Pelo Cinturão Peso Leve do UFC.

^ b: Pelo Cinturão Peso Pena do UFC.

## Bônus da noite
- Luta da Noite: Leonard Garcia vs. Nam Phan
- Nocaute da Noite: Frankie Edgar
- Finalização da Noite: Joe Lauzon

Cada um dos lutadores ganhou 75.000 Dólares em Bônus.